# I speglarnas sal
I speglarnas sal är ett oratorium för recitativ, solosång, kör och orkester av Karl-Birger Blomdahl efter nio dikter i mannen utan väg av Erik Lindegren. Det uppfördes första gången 1953.

## Innehåll
1. I speglarnas sal (Dikt I i mannen utan väg)
2. Här i denna tystnad... (VII)
3. I den urholkade dimman... (XIV)
4. Men först måste ett hungertorn falla... (IX)
5. O önskekramp med swingmusik... (XXXII)
6. Vad skakar då döden ur ärmen... (XX)
7. Stilla som en brunn... (XXII)
8. Vid mardrömmens mål... (XXX)
9. Jag drömmer om minnet av hindens klöv... (XXXVIII)

## Utgivning
- Blomdahl dirigerar Blomdahl, CD Caprice 2003, smdb